# Nasrollah Dehnavi
Nasrollah Dehnavi (in persiano نصرالله دهنوی‎; Masjed-e Soleyman, 23 giugno 1950) è un ex sollevatore iraniano che ha gareggiato nelle categorie dei pesi piuma (fino a 60 kg.) e dei pesi leggeri (fino a 67,5 kg.).

## Carriera
Nel 1968 Dehnavi partecipò alle Olimpiadi di Città del Messico nella categoria dei pesi piuma, terminando al 6º posto finale con 365 kg. nel totale di tre prove.
Due anni dopo vinse la medaglia d'oro nella categoria dei pesi leggeri ai Giochi Asiatici di Bangkok e nel 1971 conquistò il titolo continentale ai Campionati asiatici di Manila con 425 kg. nel totale.
Prese parte anche alle Olimpiadi di Monaco di Baviera 1972, concludendo la competizione al 5º posto finale con 435 kg. nel totale.
Nel 1974 ottenne la medaglia d'argento ai Giochi Asiatici di Teheran e poco dopo anche la medaglia di bronzo ai Campionati mondiali di Manila con 295 kg. nel totale di due prove.
Nel corso della sua carriera Nasrollah Dehnavi realizzò un record mondiale nella prova di distensione lenta della categoria dei pesi leggeri.